# Holzhausen (Leipzig)
Holzhausen ist ein Stadtteil und zugleich Ortsteil im Stadtbezirk Südost von Leipzig.

## Lage
Holzhausen liegt etwa acht km südöstlich des Leipziger Stadtzentrums. Der Ortsteil umfasst die beiden Gemarkungen Holzhausen (mit dem alten Ortskern von Holzhausen) und Zuckelhausen (mit dem alten Ortskern von Zuckelhausen). Seine territoriale Ausdehnung beträgt 12,9 Quadratkilometer. Das Ortsbild prägen vor allem Einfamilienhäuser und kleine Villen, aber auch Gutshöfe ehemaliger Großgrundbesitzer. Südöstlich des Ortes liegen der 152 Meter hohe Kolmberg sowie eine rekultivierte Deponie.

## Geschichte

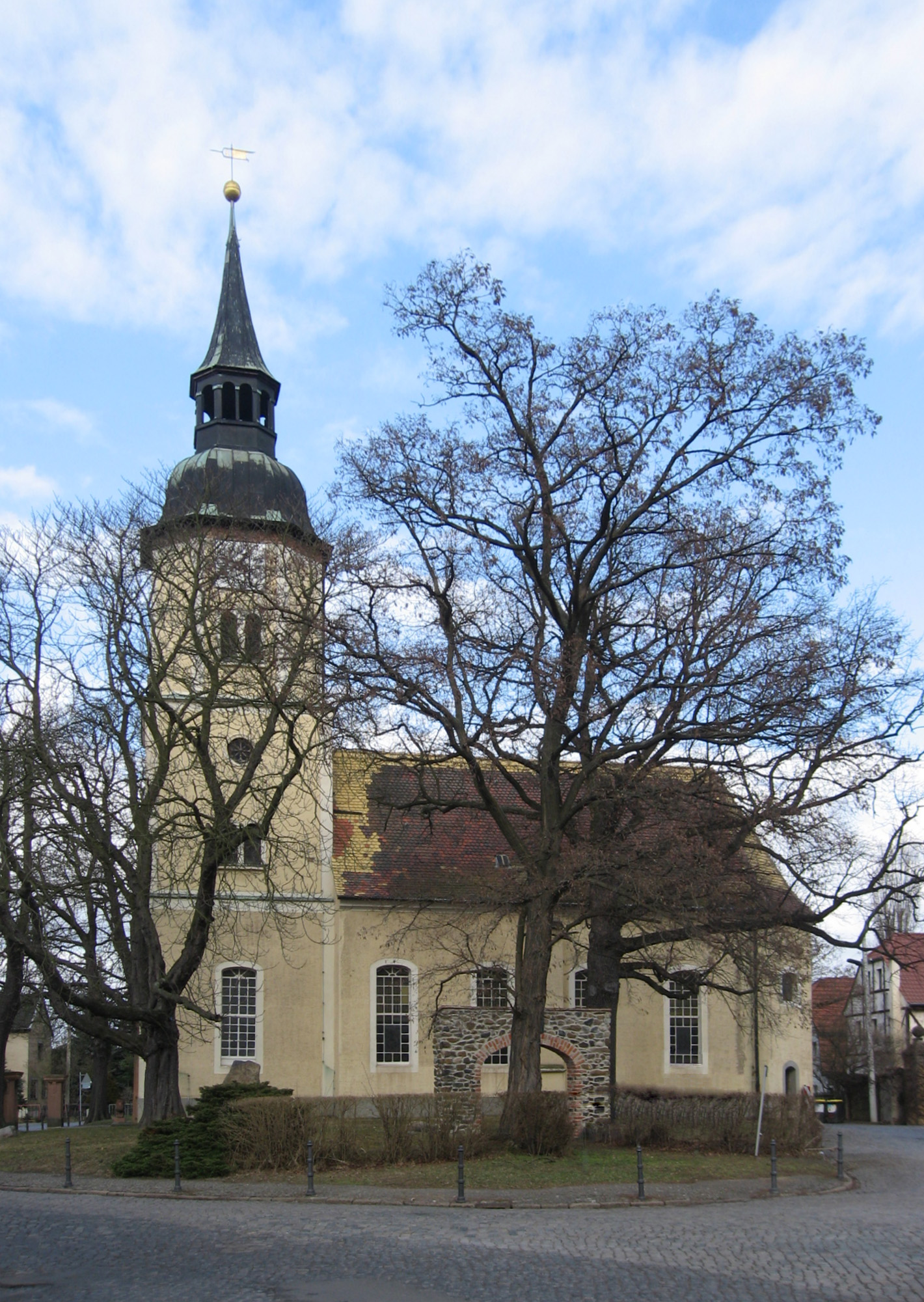
Kirche Holzhausen

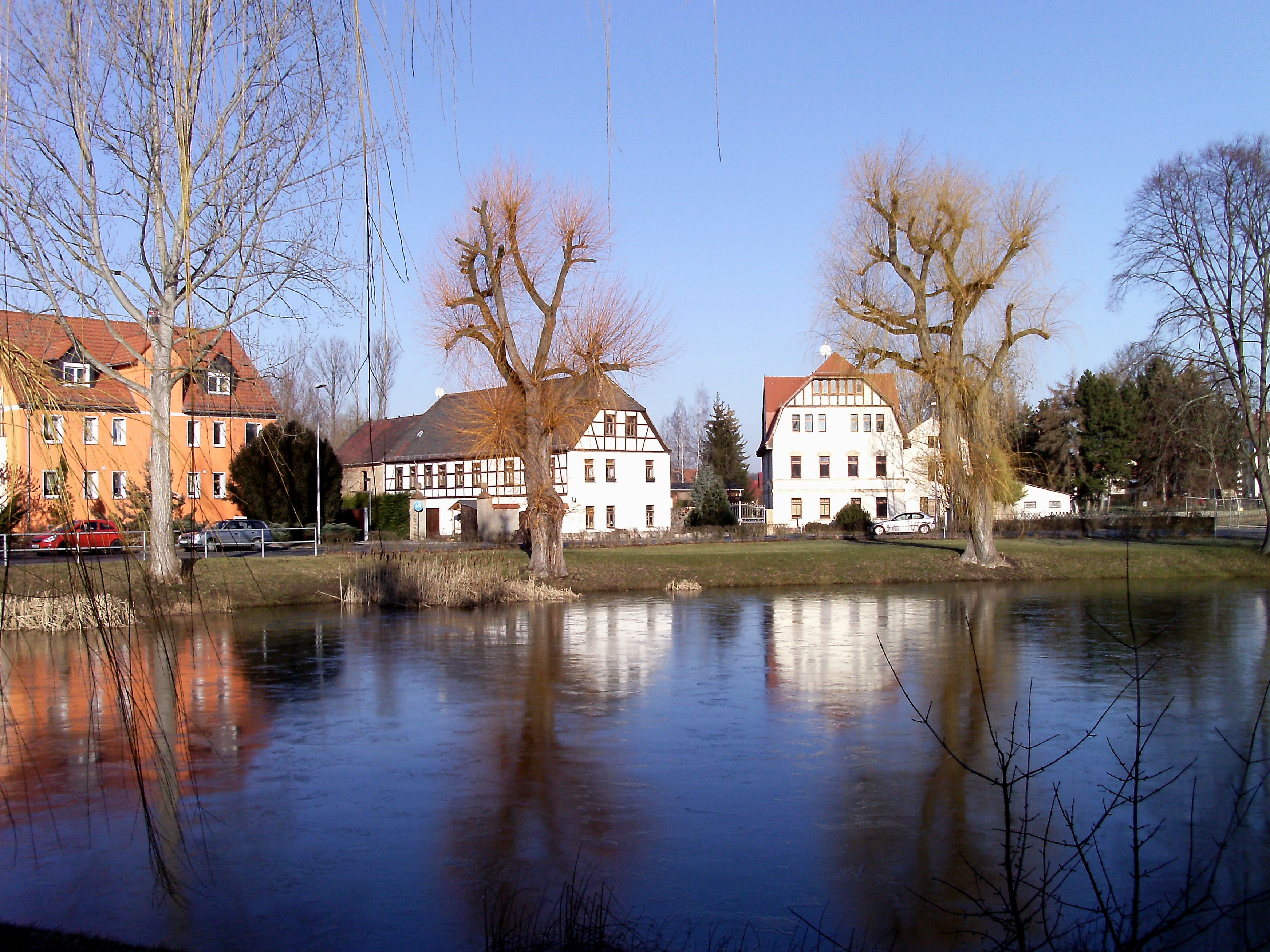
Zuckelhausener Ring mit Gutshöfen

### Von der Gründung bis zum 19. Jahrhundert
Holzhausen und Zuckelhausen weisen zwei grundverschiedene Dorfkerne auf. Im 7. Jahrhundert wurde die Siedlung Zuckelhausen als sorbisches Rundangerdorf gegründet. Der damalige Ortsname „Zschukolosa“ scheint vom sorbischen „Leute, die roden“ oder vom slawischen „trockenes Gereut“, „dürre Lehde“ abgeleitet zu sein.
Bereits im 12. Jahrhundert wurde die noch heute erhaltene Kirche Zuckelhausens als romanischer Saalbau errichtet.
Im Jahr 993 schenkte König Otto III. seinem Kämmerer sechs Königshufen im Dorf Holzhausen, gelegen in der Grafschaft des als Graf in Thüringen bezeichneten Markgrafen Eckehard I. von Meißen, der auch bei der Übergabe anwesend war. Ebenfalls war der Bischof von Merseburg, Giselher (gleichzeitig Erzbischof von Magdeburg) dabei, da das Dorf in seiner Diözese lag. Demnach existierte der vom Namen her fränkische Ort bereits wahrscheinlich seit der Karolingerzeit. Das Dorf Holzhausen, ein Straßenangerdorf, auch als „Dorf am Wald“ bezeichnet, erhielt vermutlich zwischen den Jahren 1150 und 1200 Zuzug von Flamen vom Niederrhein.
Nach der Säkularisation der Klöster im Zuge der Reformation fiel der Besitz an den Landesherren. Herzog Moritz schenkte 1544 Holzhausen, Zuckelhausen und drei weitere Dörfer der Leipziger Universität. Bis 1844 übte diese die Gerichtsbarkeit aus und empfing Naturalleistungen und Frondienste. Holzhausen lag bis 1856 im kursächsischen bzw. königlich-sächsischen Kreisamt Leipzig. Ab 1856 gehörte der Ort zum Gerichtsamt Leipzig I und ab 1875 zur Amtshauptmannschaft Leipzig.

### Holzhausen in der Völkerschlacht bei Leipzig

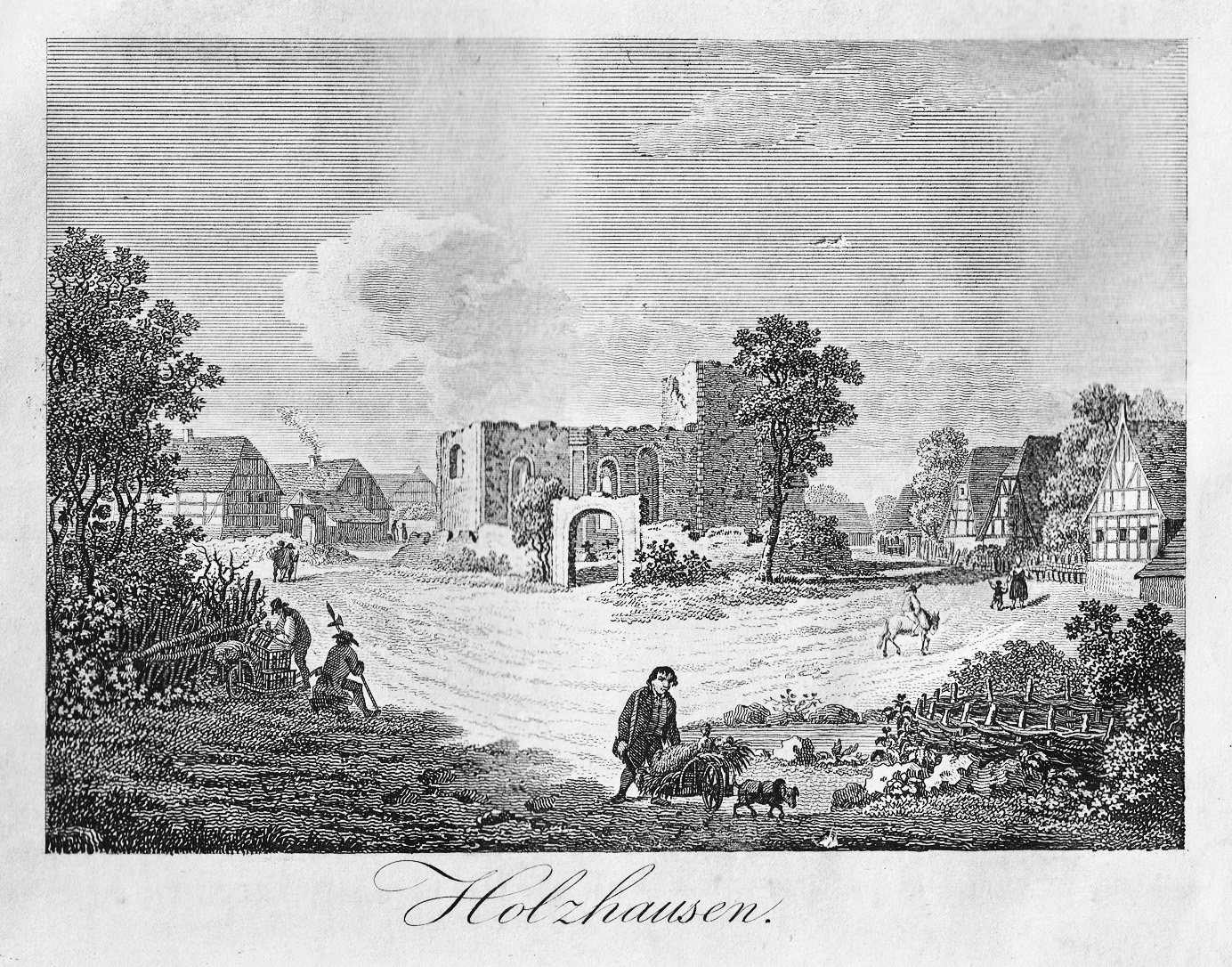
Holzhausen mit zerstörter Kirche nach der Völkerschlacht (1815)

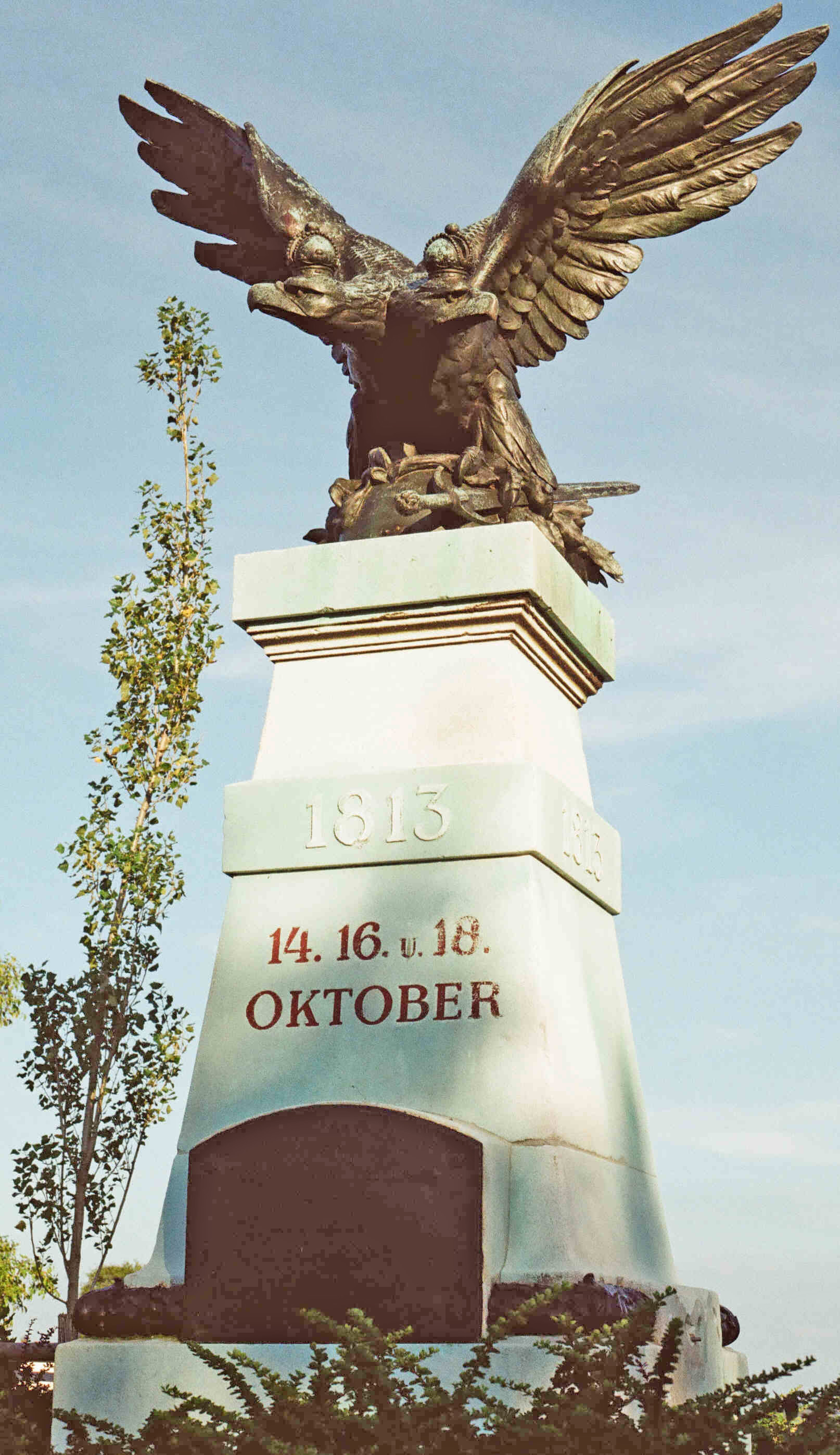
Österreicherdenkmal

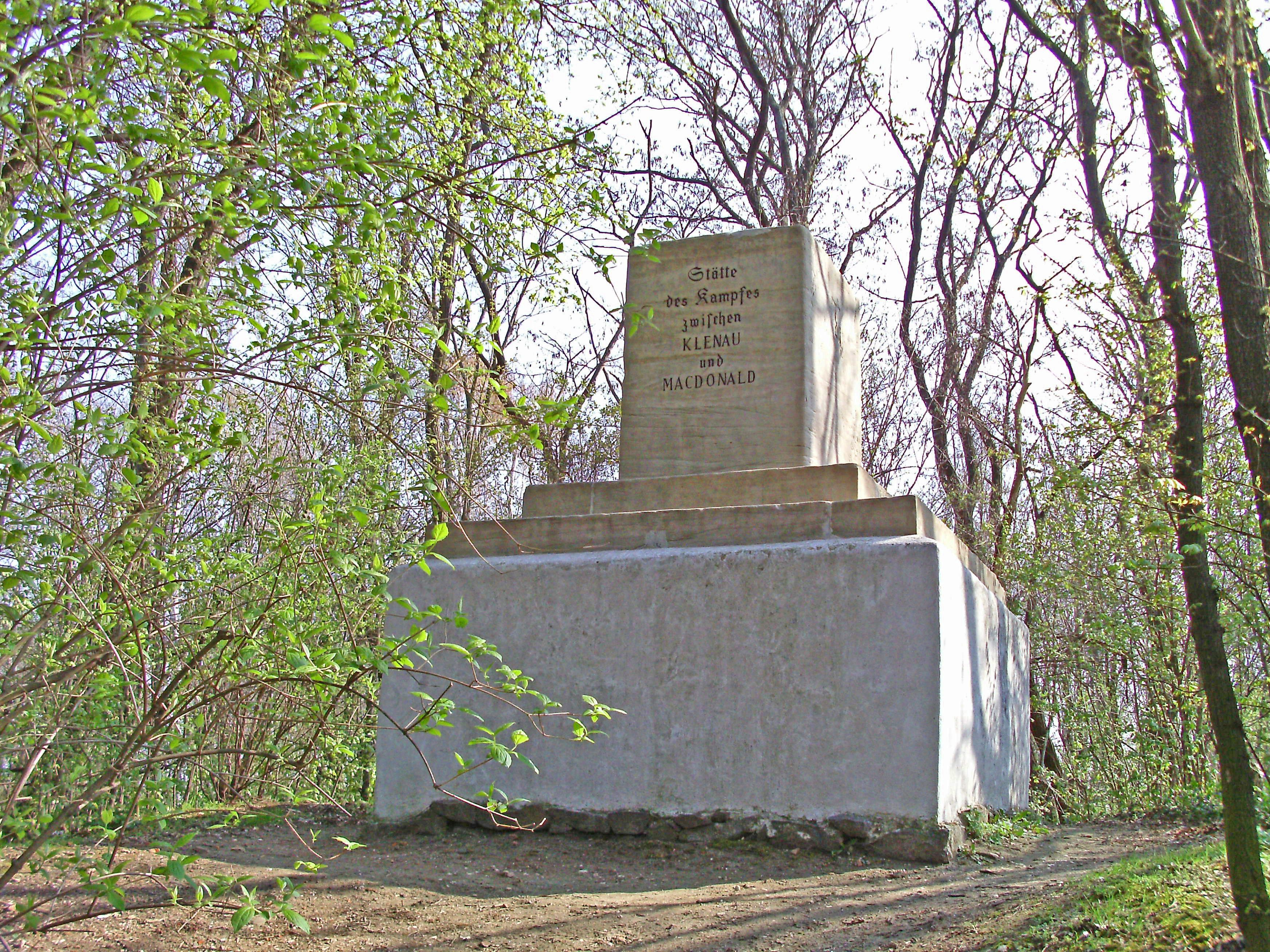
Denkmal auf dem Kolmberg

Am Vorabend der Völkerschlacht bei Leipzig am 14. Oktober 1813 zog Napoleon seine Truppen um Leipzig zusammen. Auch in Holzhausen lagen französische Truppen und lieferten sich erste Schusswechsel mit den österreichischen Truppen General Baumgartens am Pösgraben an der Poststraße nach Grimma. Am 15. Oktober 1813 kam der französische Kaiser und Kriegsherr Napoleon von Liebertwolkwitz über Holzhausen nach Baalsdorf und inspizierte seine Truppen.
Auf Befehl Napoleons besetzten Marschall Macdonald und Divisionsgeneral Sebastiani mit dem 2. Reiterkorps am 16. Oktober 1813 den Kolmberg zwischen Liebertwolkwitz und Holzhausen. Macdonald scheiterte jedoch in Seifertshain, das von den Österreichern unter Kavallerie-General Klenau gehalten wurde.
Früh am 18. Oktober 1813 begann der Rückzugkampf Napoleons. Die verbündeten Armeen unter Bennigsen – Russen (darunter Polen und Kosaken), Österreicher und Preußen – standen den Franzosen gegenüber, welche inzwischen den Kolmberg verlassen hatten. Die von General Henri François Marie Charpentier kommandierte 36. französische Infanteriedivision verteidigte sich in Holzhausen gegen den Angriff der Österreicher. Gegen Mittag gelang es russischen Divisionen, von Norden und Osten Holzhausen einzunehmen. Das ganze Dorf brannte, die Kirche und viele Bauerngüter waren zerstört. Es starben viele Bewohner auch an den Seuchen, so dass viele Güter verwaisten.
Während der Völkerschlacht hatten beide Dörfer viele Menschenopfer und große Zerstörungen zu beklagen.
100 Jahre nach der Völkerschlacht wurde in Leipzig 1913 das Völkerschlachtdenkmal eingeweiht und in Holzhausen als Beitrag Österreichs zu den Feierlichkeiten ein bronzener kaiserlicher Doppeladler als Denkmal aufgestellt.

### 20. und 21. Jahrhundert
Um 1900 wurde die Apfelsorte Edler von Leipzig in Holzhausen gezüchtet.
1934 erfolgte die seit den 1920er Jahren angestrebte Vereinigung von Holzhausen und Zuckelhausen. Als gemeinsamer Name wurde Holzhausen gewählt. Das Entstehen vieler attraktiver Siedlungen in den 1930er Jahren führte zu einer weiteren Erhöhung der Einwohnerzahl, zeitweise auf über 7000.
Am 1. Januar 1999 wurde die bis dahin selbstständige Gemeinde Holzhausen nach Leipzig eingemeindet.

## Bevölkerung
| Jahr | Einwohner |
| ---- | --------- |
| 2000 | 6.202     |
| 2005 | 6.168     |
| 2010 | 6.130     |
| 2015 | 6.340     |
| 2020 | 6.686     |
| 2024 | 6.728     |

Stand: 31.12. des jeweiligen Jahres

## Politik

### Ortschaftsrat und Ortsvorsteher
Der Ortschaftsrat, der mit allgemeinen Themen wie der Pflege des Ortsbildes und der Förderung lokaler Projekte betraut ist, vertritt die Belange der Einwohner. Seine Wahl findet gleichzeitig mit der Stadtratswahl Leipzigs statt.
Die letzte Ortschaftsratswahl fand am 26. Mai 2019 statt. Sie führte zu folgendem Ergebnis:
| Partei                | Stimmenanteil | Sitze |
| --------------------- | ------------- | ----- |
| CDU                   | 44,9 %        | 3     |
| Bündnis 90/Die Grünen | 15,4 %        | 1     |
| SPD                   | 14,4 %        | 1     |
| Die Linke             | 13,4 %        | 1     |
| FDP                   | 11,9 %        | 1     |

Der Ortsvorsteher wird von den Mitgliedern des Ortschaftsrates gewählt. Seit 2019 ist dies Hans-Jürgen Raqué (CDU).

### Landtags- und Bundestagswahlen
Bei den Wahlen zum Sächsischen Landtag gehört Holzhausen zum Wahlkreis Leipzig 2, bei Bundestagswahlen zum Bundestagswahlkreis Leipzig II (Wahlkreis 153).
Die Bundestagswahl 2021 führte bei einer Wahlbeteiligung von 80,0 % zu folgendem Zweitstimmenergebnis:
| Partei                | Holzhausen | Stadt Leipzig |
| --------------------- | ---------- | ------------- |
| CDU                   | 22,0 %     | 14,0 %        |
| SPD                   | 20,9 %     | 20,9 %        |
| AfD                   | 19,2 %     | 13,3 %        |
| FDP                   | 12,5 %     | 10,1 %        |
| Bündnis 90/Die Grünen | 09,8 %     | 18,5 %        |
| Die Linke             | 08,0 %     | 13,7 %        |
| Sonstige              | 07,6 %     | 09,5 %        |

### Partnergemeinde
Partnergemeinde von Leipzig-Holzhausen ist die Gemeinde March (Breisgau) bei Freiburg im Breisgau in Baden-Württemberg.

## Sehenswürdigkeiten
- Kirche Holzhausen, 1813 in der Völkerschlacht niedergebrannt, 1818 neu errichtet
- Kirche Zuckelhausen, um 1200 entstanden, ältestes Gebäude von Zuckelhausen
- Orthodoxe Kirche in Zuckelhausen[10]
- Grabstätten mit Gedenksteinen auf dem Ortsfriedhof an der Zuckelhäuser Straße 3, erinnern an drei namentlich bekannte sowjetische Kriegsgefangene, die während des Zweiten Weltkrieges Opfer von Zwangsarbeit wurden

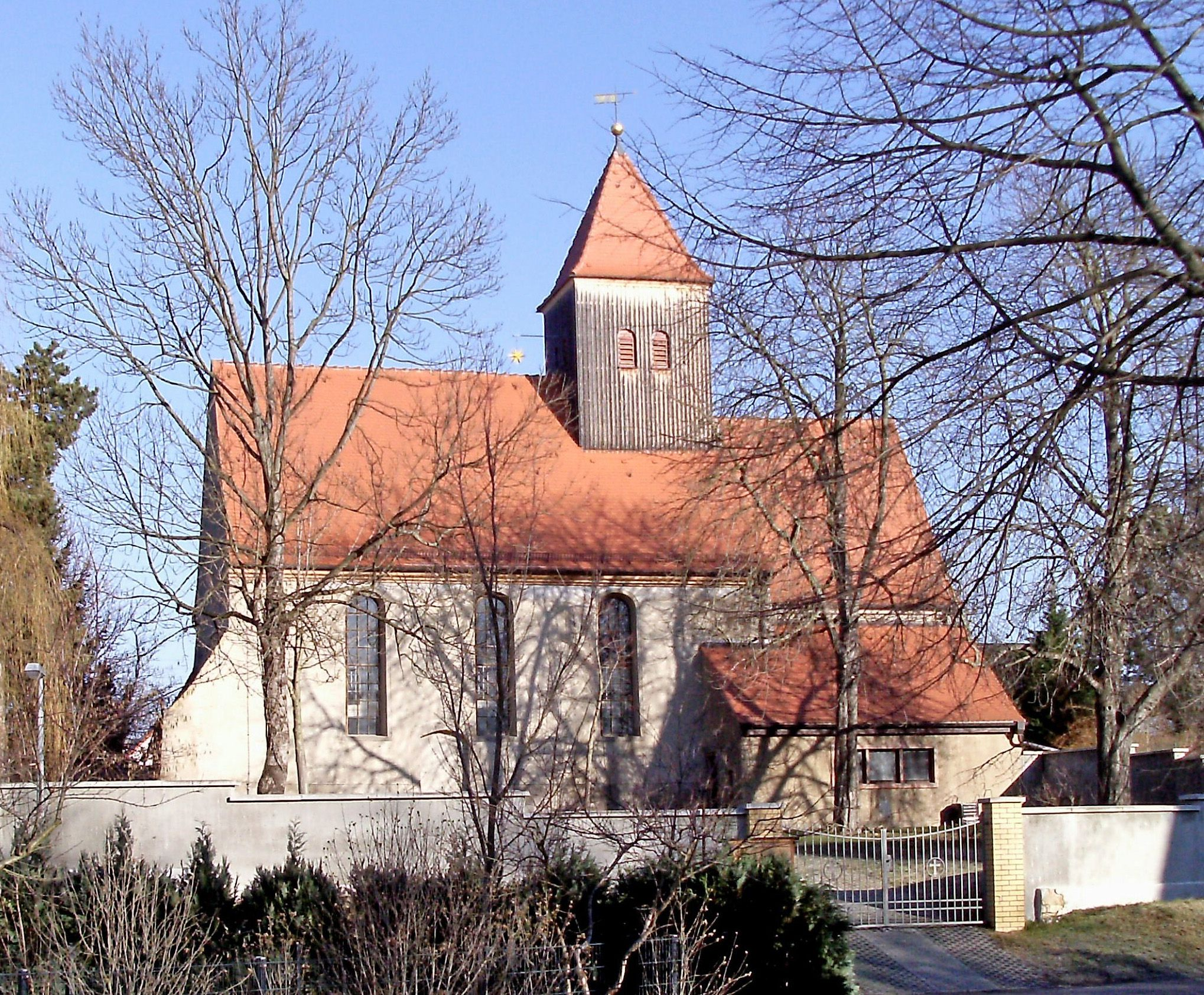
Kirche Zuckelhausen am Zuckelhausener Ring
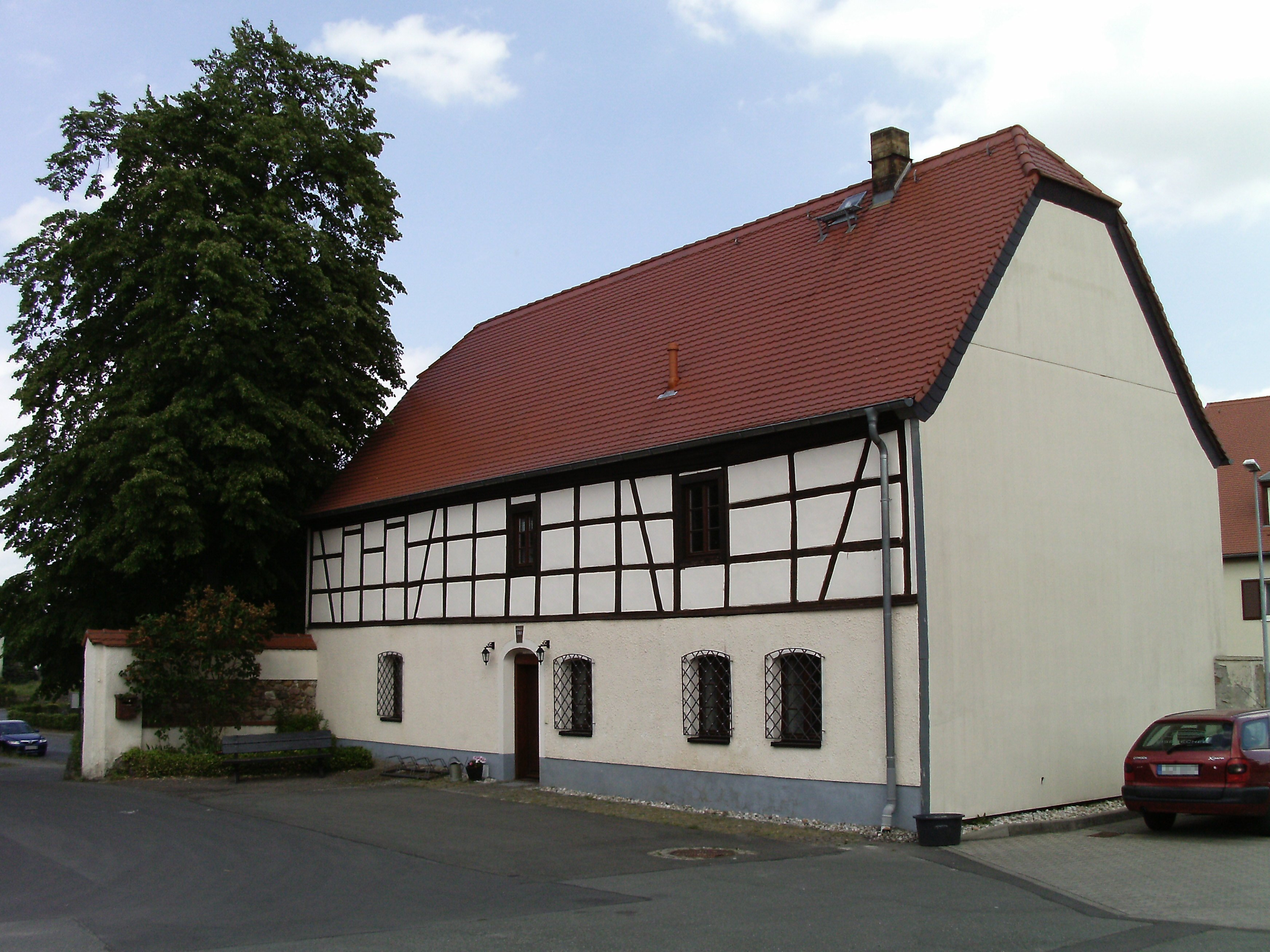
Berggut Holzhausen
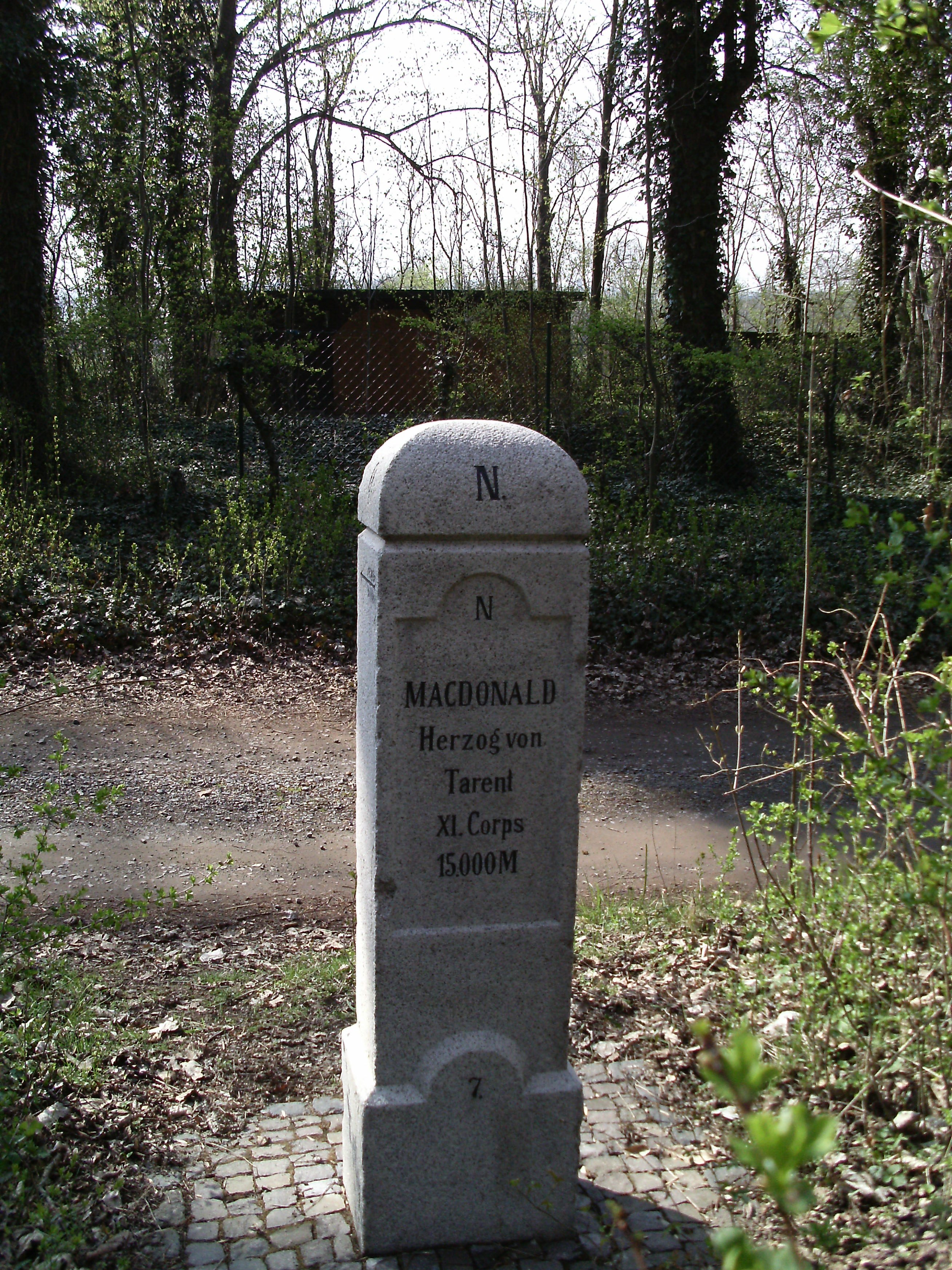
Apelstein Nr. 7 auf dem Kolmberg
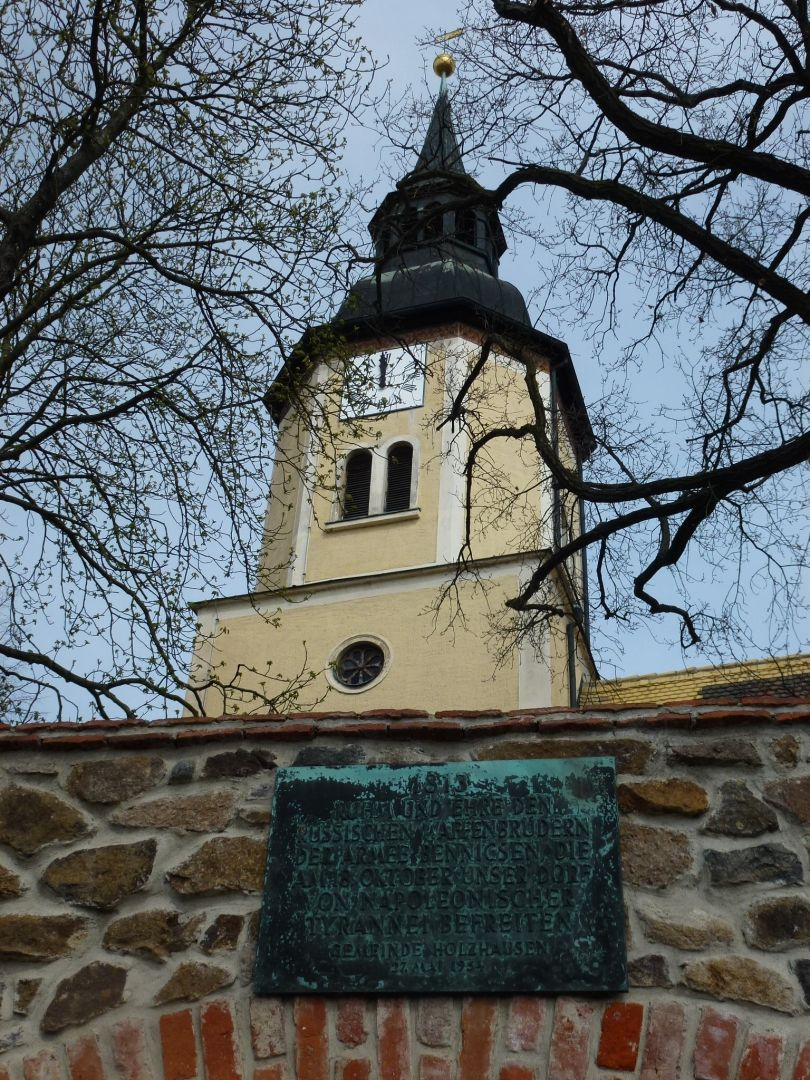
Tafel vor der Holzhäuser Kirche zur Erinnerung an die russischen Soldaten während der Völkerschlacht
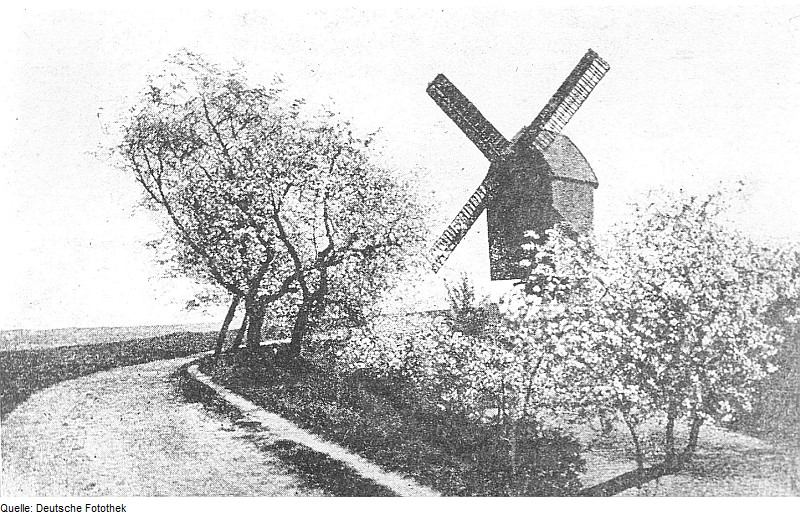
Historische Bockwindmühle
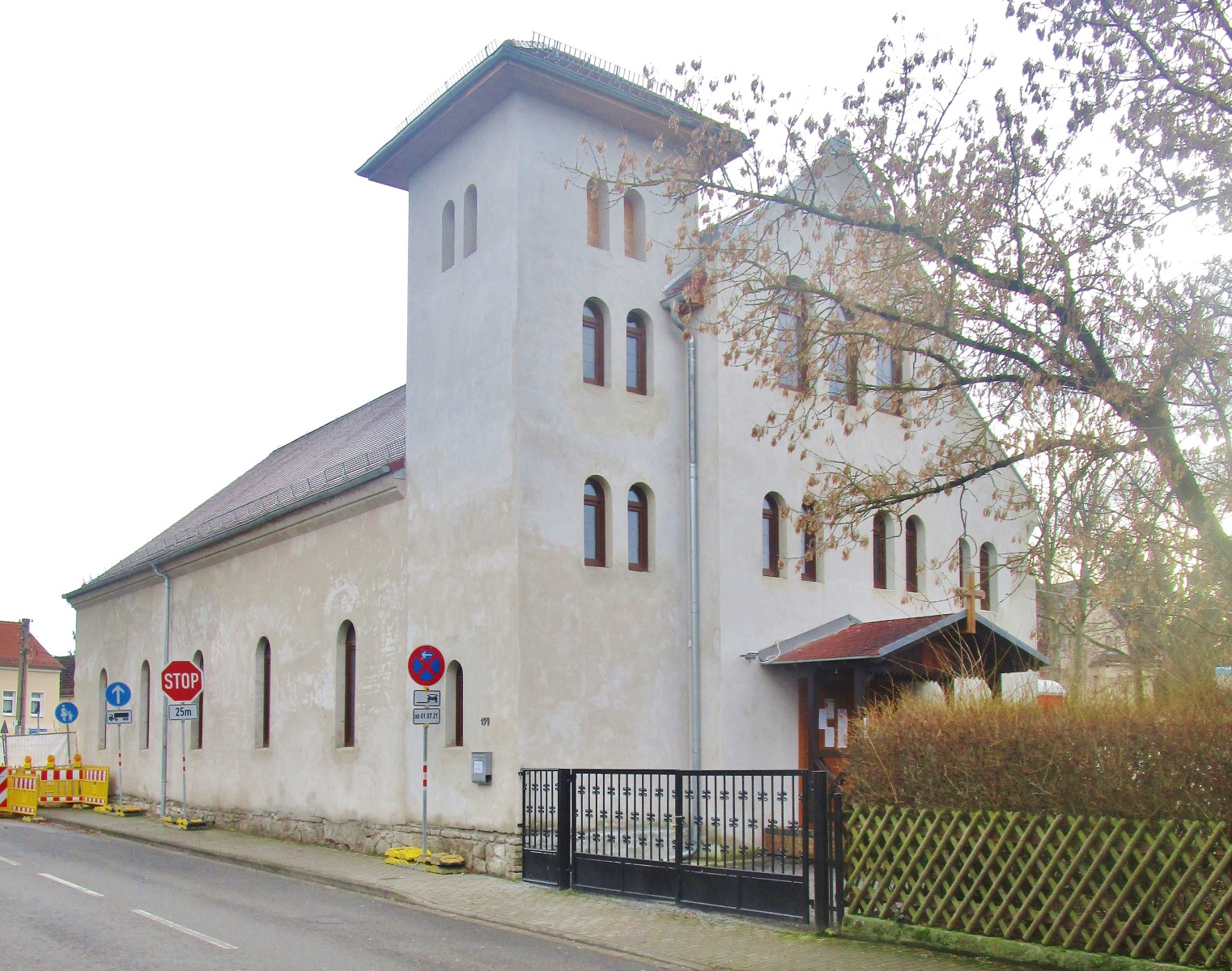
Orthodoxe Kirche in Zuckelhausen

## Infrastruktur

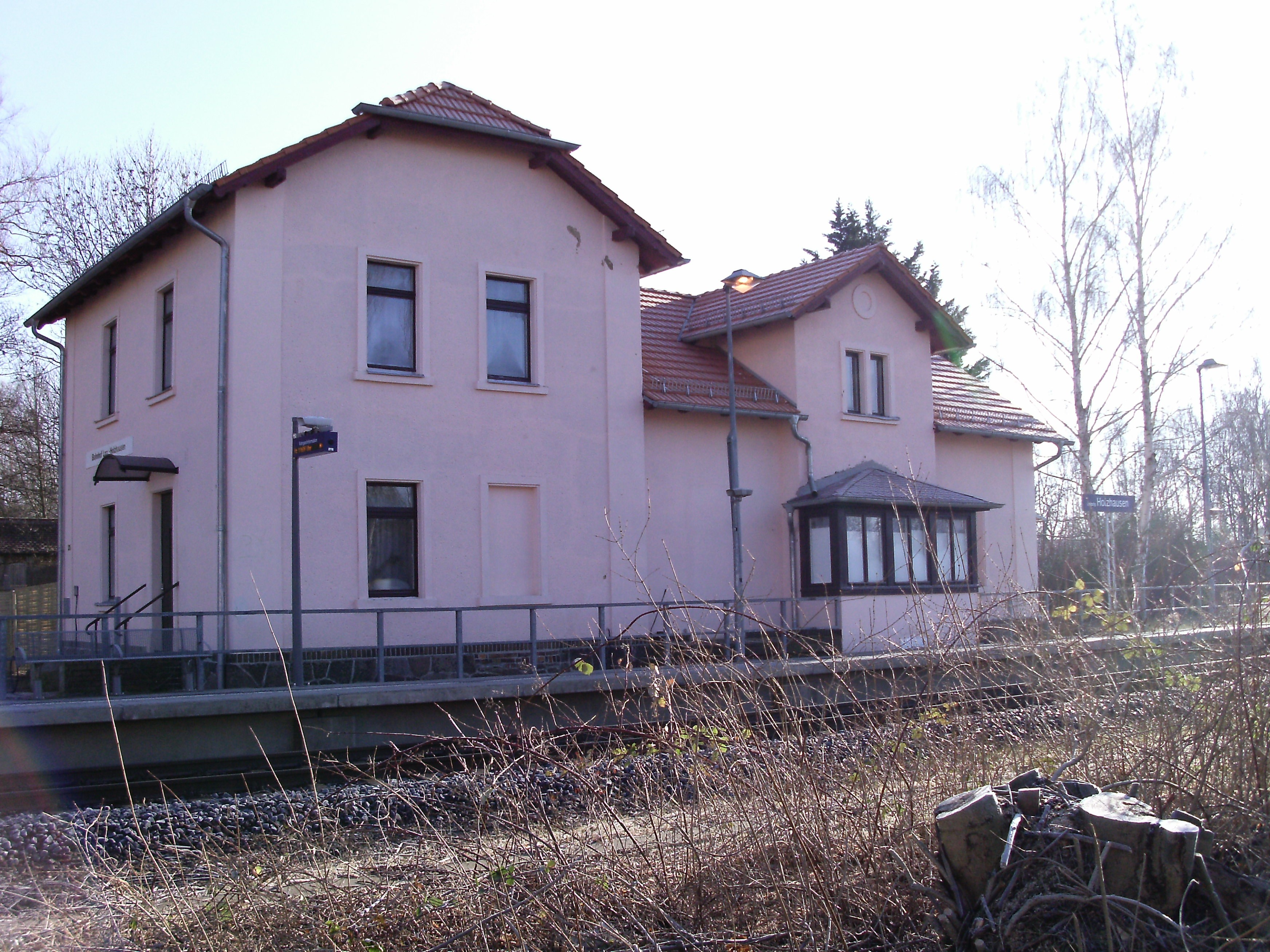
Haltepunkt Leipzig-Holzhausen

### Verkehr
Der im Jahr 1900 eröffnete Bahnhof Holzhausen (heute Haltepunkt Leipzig-Holzhausen) liegt an der Bahnstrecke Leipzig–Geithain. Die Regionalbahnlinie RB113 der DB Regio Südost verbindet Holzhausen stündlich mit dem Leipziger Hauptbahnhof und Geithain.
In Holzhausen verkehren die Buslinien 74 und 172 der Leipziger Verkehrsbetriebe (LVB). Die Haltestelle „Meusdorf“ der Straßenbahn-Linien 2 und 15 befindet sich an der Ortsteilgrenze zwischen Meusdorf und Holzhausen.
Seit April 2021 bieten die LVB zusätzlich das Ridepooling-System Flexa Südost an, das auch die Nachbarortsteile Probstheida, Mölkau, Baalsdorf und Meusdorf umfasst. Fahrten können per App oder Hotline gebucht und viele zusätzliche, rein virtuelle Haltestellen bedient werden.

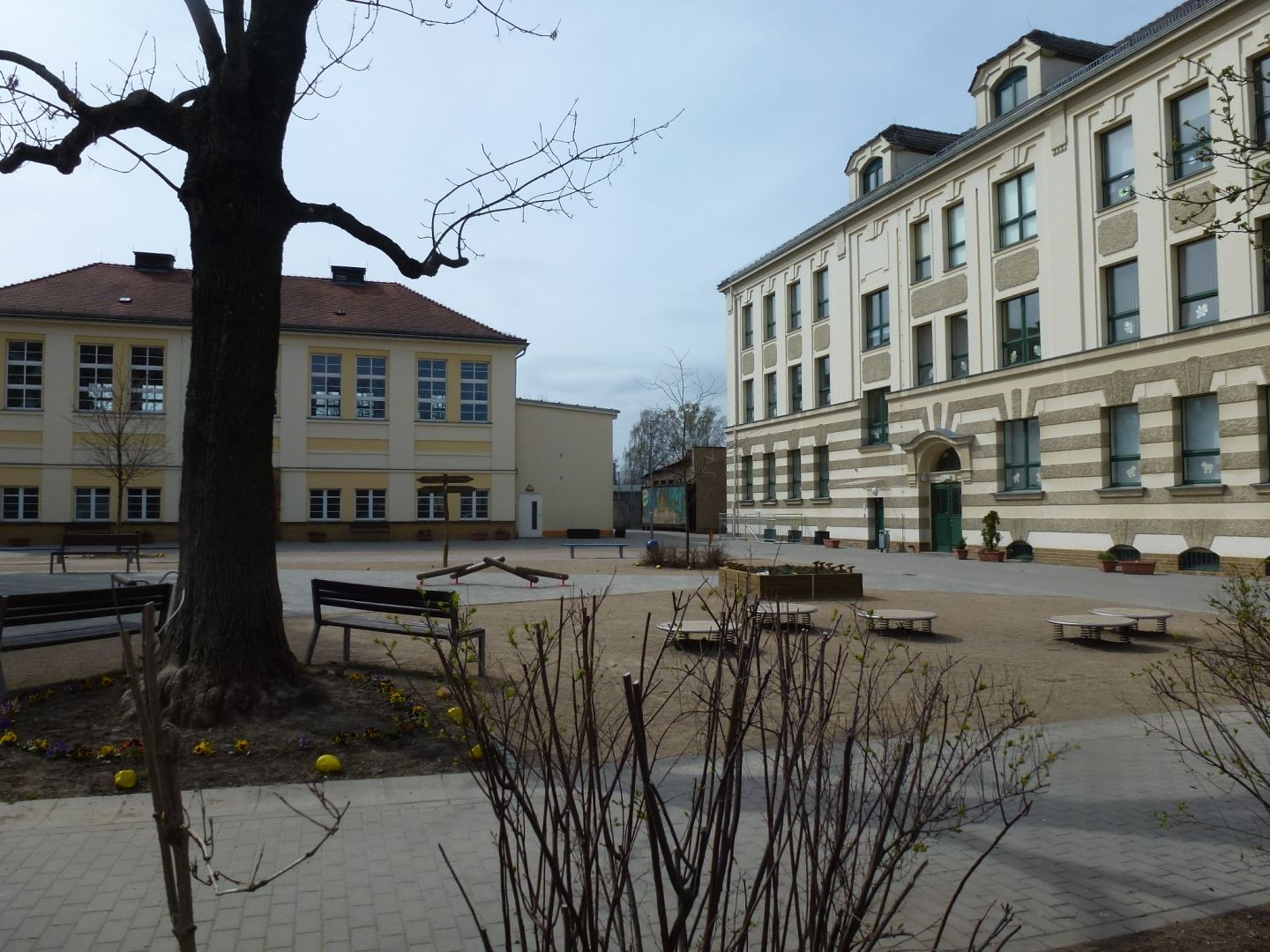
Schule

### Schule
Der Ortsteil verfügt über eine Grundschule mit Hort und Ganztagsangebot. Das Schulgebäude stammt aus dem Jahr 1901. Es gibt einen Kindergarten namens Fuchsbau in Zuckelhausen.

### Sport

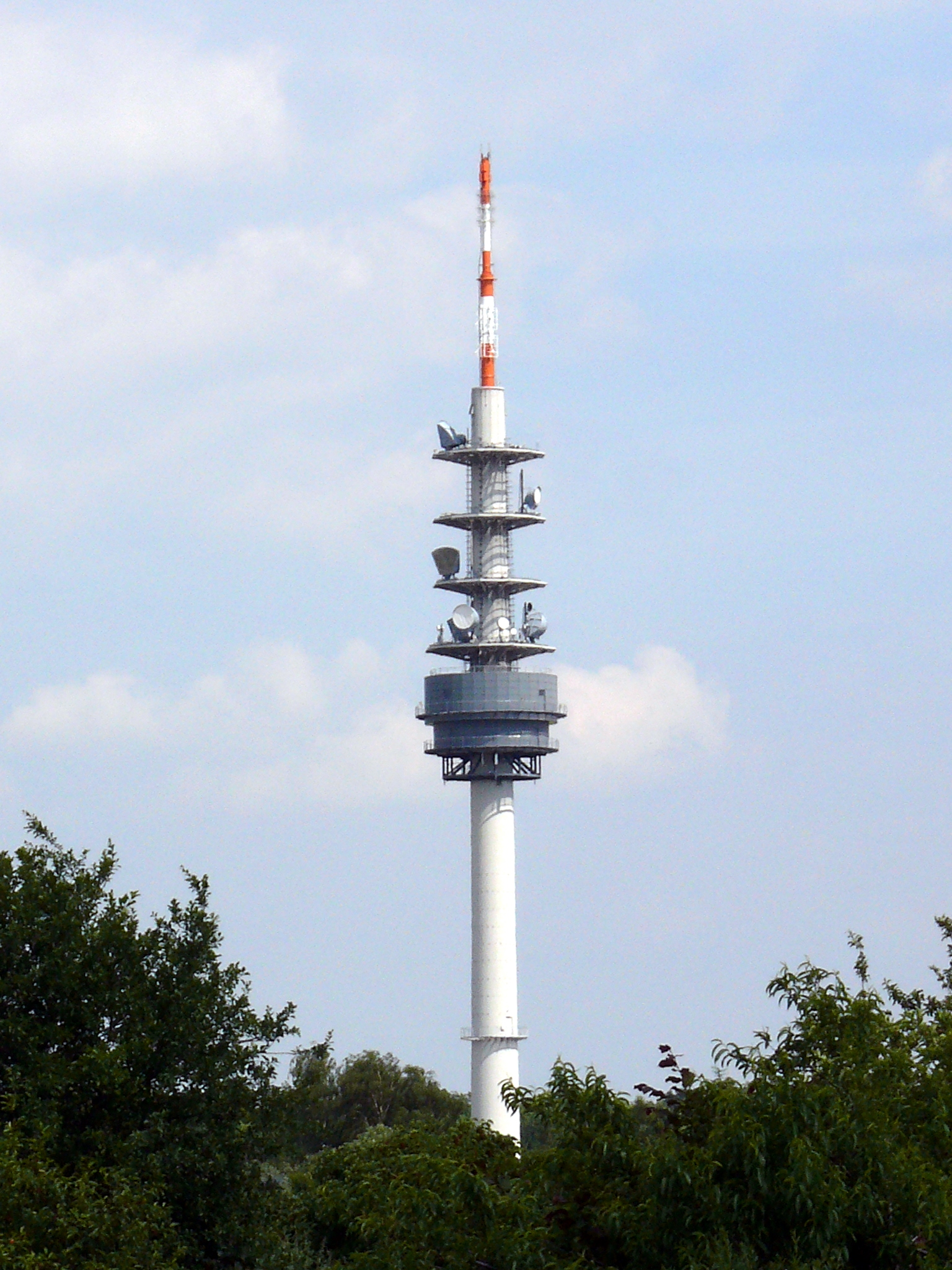
Fernmeldeturm Leipzig-Holzhausen

In Holzhausen ansässige Sportvereine sind:
- FC Eintracht Holzhausen 1993 (Fußball; die erste Herrenmannschaft spielt in der Saison 2023/24 in der 2. Kreisklasse)
- TTC Holzhausen (Tischtennis; Die 1. Herrenmannschaft des TTC Holzhausen spielt in der Saison 2012/13 in der Regionalliga Süd)
- SV Holzhausen (Gymnastik, Judo, Kegeln)

### Sonstiges
In Holzhausen befindet sich eine der sechs Regionalzentralen des Deutschen Wetterdienstes.
Nordwestlich des Ortsteils steht der Fernmeldeturm Leipzig der Deutschen Telekom AG.
Auf der rekultivierten Deponie ist der Bau eines Solarparks geplant.
Die Freiwillige Feuerwehr Holzhausen und das Berggut, das den Heimatverein Holzhausen beherbergt, liegen im Ortskern von Zuckelhausen.

## Persönlichkeiten

### Söhne und Töchter des Ortes
- Egon W. Richter (1928–2020), Physiker und Hochschullehrer, Professor für Theoretische Physik in Kiel und Braunschweig
- Manfred Kobuch (1935–2018), Archivar und Historiker
- Fritz Krausch (* 1938), Mathematiker und Politiker
- Hellmuth Costard (1940–2000), Filmregisseur
- Karin Wieckhorst (* 1942), Fotografin

### Mit Holzhausen verbundene Persönlichkeiten
- Fritz Zalisz (1893–1971), Maler, Grafiker und Bildhauer, lebte und arbeitete in Holzhausen
- Kurt Herschel (1896–1979), wissenschaftlicher Illustrator, Pflanzen- und Tierfotograf, lebte und arbeitete in Holzhausen
- Christian Grunert (1900–1975), Gärtner und Autor, leitete in Holzhausen einen Gartenbaubetrieb